# 27 avril 1939
Le jeudi 27 avril 1939 est le 117e jour de l'année 1939.

## Naissances
- Bernard Cazeau, personnalité politique française
- David de Kretser, médecin-chercheur et homme politique australien
- Erik Pevernagie, peintre belge
- Jean-Marie Charpentier (mort le 24 décembre 2010), architecte et urbaniste français
- João Bernardo Vieira (mort le 2 mars 2009), officier et homme d'État bissau-guinéen
- Joan Hannah, skieuse alpine américaine
- Jorgo Bulo (mort le 26 novembre 2015), philologue, historien et critique littéraire albanais
- Judy Carne (morte le 3 septembre 2015), actrice britannique
- Koldo Aguirre, footballeur basque
- Stanisław Dziwisz, prélat catholique

## Décès
- Edward Angus Burt (né le 9 avril 1859), botaniste américain
- Ernest Delaunay (né le 24 mai 1854), personnalité politique française